# Trzęsienie ziemi w Armenii (1988)
Trzęsienie ziemi w Armenii (1988) – trzęsienie ziemi, które 7 grudnia 1988 roku nawiedziło północną Armenię, zabijając co najmniej 25 tysięcy ludzi i powodując ogromne zniszczenia w regionie miast: Leninakan (dziś: Giumri), Spitak i Kirowakan (dziś: Wanadzor). Akcję ratowniczą oraz sytuację ocalałych utrudniały obfite opady śniegu i niskie temperatury. Do dziś trzęsienie ziemi w Armenii jest największą tragedią sejsmiczną w nowoczesnej historii regionu.

## Sejsmika obszaru
Położoną w górach Małego Kaukazu Armenię przecina szereg uskoków tektonicznych należących do tzw. transazjatyckiej strefy sejsmicznej – zespołu systemów uskoków ciągnących się od Turcji aż po subkontynent indyjski. W tym regionie rozległa płyta arabska zderza się z dźwigającą cały kontynent europejski płytą euroazjatycką. W efekcie dochodzi do silnego fałdowania i wynoszenia skał w górę. Skutkiem tego procesu są właśnie strome i wysokie grzbiety Kaukazu.
Miasto Spitak wzniesiono dokładnie pod jednym z uskoków. Do roku 1988 był to uskok mniej znany – niewielki, biegnący z północnego zachodu na południowy wschód, o charakterze przesuwczym. To właśnie siły zmagazynowane wzdłuż tej nieciągłości uwolniły się nagle dnia 7 grudnia.

## Historyczne trzęsienia ziemi
Region północnej Armenii doświadczył wcześniej kilku poważnych trzęsień ziemi (lata: 1899, 1920, 1926, 1940), jednak żadne z tych wydarzeń nie osiągnęło aż tak katastrofalnych rozmiarów, co wstrząs z 7 grudnia 1988 roku – głównie ze względu na fakt, że w pierwszej połowie XX wieku region ten nie był jeszcze tak gęsto zaludniony.
Trzęsienie ziemi w roku 1920 (magnituda: 6,2) zabiło czterdzieści osób w wioskach na północ od miasta Spitak. Trzysta ofiar pochłonął stosunkowo niewielki wstrząs (magnituda: 5,6) w roku 1926 z epicentrum w odległości około dwudziestu kilometrów na południowy zachód od miasta później nazwanego Leninakanem.

## Zdarzenie
Pierwszy wstrząs uderzył o godzinie 11.41 – w czasie gdy większość osób znajdowała się w swoich miejscach pracy (biurach, fabrykach), a w szkołach trwały zajęcia lekcyjne. Trzęsienie trwało czterdzieści sekund i miało magnitudę 6,8. W około trzy sekundy później w tym samym regionie doszło do kolejnego wstrząsu (magnituda: 5,8), który dopełnił zniszczeń.
Przesunięcie skał objęło dziesięciokilometrowy odcinek uskoku, powodując przemieszczenie mas skalnych na odległość półtora metra. Specjaliści, którzy pojechali do Armenii po trzęsieniu ziemi w celu analizy geologicznej regionu, stwierdzili pojawienie się ośmiokilometrowej długości skarpy, wyrastającej na 1,6 metra wzdłuż linii uskoku, gdzie ziemia została nagłym ruchem wyniesiona wzwyż.
Epicentrum pierwszego zdarzenia umiejscowiono w odległości około czterdziestu kilometrów na północ od miasta Leninakan, w górach Niskiego Kaukazu. Ognisko wibracji zlokalizowano dziesięć kilometrów pod powierzchnią ziemi. Zasięg niszczący trzęsienia objął obszar rozciągający się w promieniu osiemdziesięciu kilometrów od epicentrum.
Trzęsienie ziemi było odczuwalne na obszarze całego Zakaukazia (Grozny – intensywność równa III stopniowi w skali Mercallego-Cancaniego-Sieberga; Tbilisi i Erywań – IV stopień), a także na terenach Iranu (region miasta Tabriz) i wschodniej Turcji.
Do 12 grudnia 1988 roku region nawiedziło 191 wstrząsów wtórnych – najsilniejsze magnitudą dochodzące do wartości 5,0. Wstrząsy wtórne pojawiały się w regionie północnej Armenii jeszcze w końcu marca.

## Czynniki decydujące o przeżyciu
Trzęsienie ziemi nastąpiło w środku dnia roboczego, gdy większość mieszkańców zniszczonych miast znajdowała się w miejscach pracy lub w szkołach. Z powodu niskich temperatur niewielu ludzi znajdowało się na otwartych przestrzeniach – większość osób wstrząs zaskoczył wewnątrz budynków.
Zabudowa armeńskich miast składała się niemal w całości z typowych dla republik radzieckich tzw. chruszczowek – domów wielorodzinnych wznoszonych technologią wielkopłytową – budowanych z betonowych graniastosłupów, stawianych niestarannie i na niestabilnym gruncie. W chwili wstrząsu betonowe, grube na niemal metr stropy odrywały się od reszty konstrukcji i upadały – jeden na drugi – sprawiając, że szanse przeżycia znajdujących się wewnątrz mieszkań osób były praktycznie żadne. Jak obliczono, z lokali mieszczących się na parterach zniszczonych budynków, ocalono statystycznie trzy i pół raza więcej osób niż z mieszkań znajdujących się na wyższych kondygnacjach.
W trzęsieniu ziemi zniszczeniu uległa większość punktów medycznych na ogarniętym klęską żywiołową obszarze. Szpitali zabrakło w najbardziej krytycznym momencie dla całego regionu. Co gorsze, śmierć w trzęsieniu poniosło aż 80% personelu medycznego.

## Akcja ratunkowa
Trzęsienie ziemi w Armenii było pierwszym w historii Związku Radzieckiego wydarzeniem, które zmusiło władze tego socjalistycznego kraju do zaapelowania o pomoc państw zachodnich.
Na apel odpowiedziała m.in. Francja, przysyłając zespół psów ratowników (10 grudnia BBC podawało: Psy przysłane przez Francję zaalarmowały wczoraj ratowników o sześćdziesięciu osobach zasypanych i wciąż żywych pod gruzami). Wielka Brytania wysłała ciężki sprzęt mający pomóc w odgarnianiu dużych bloków betonu z gruzowisk, a zorganizowana w kraju akcja pod hasłem „Pomoc Armenii” zajęła się zbiórką artykułów pierwszej potrzeby – ubrań, koców, śpiworów. W akcję niesienia pomocy włączyły się także Indie i Stany Zjednoczone.
Prowadzone po trzęsieniu ziemi działania ratownicze znacznie utrudniały jednak warunki atmosferyczne (mróz, zawieje i zamiecie śnieżne, intensywne opady śniegu).

### Katastrofa samolotu
11 grudnia podczas podchodzenia do lądowania na lotnisku w Leninakanie uległ rozbiciu samolot Iljuszyn Ił-76, służący w Siłach Powietrznych ZSRR. Samolot transportował pomoc humanitarną dla ludności dotkniętych klęską obszarów; zginęło 78 osób.

## Zniszczenia
Wstrząsy zdruzgotały 20 miast i 342 osady na terenie całej północnej Armenii; 58 z nich zupełnie nie nadawało się do zamieszkania. W regionie epicentrum z gór schodziły osuwiska i lawiny, znacznie utrudniając dostawy pomocy dla ogarniętego klęską żywiołową obszaru. Doszło także do zerwania instalacji telefonicznych i energetycznych.
W 25-tysięcznym mieście Spitak, gdzie intensywność wibracji osiągnęła X stopień w skali Mercallego, nie ocalał żaden budynek wyższy niż parterowy. Trzy dni po trzęsieniu telewizja BBC relacjonowała: Spitak, miasto zamieszkane przez 25 tysięcy ludzi, zostało zupełnie zniszczone i nie może zostać odbudowane – na gruzowisku powstanie [całkiem] nowe miasto.
W mieście Leninakan, zamieszkanym przez około 250 tysięcy ludzi (intensywność wibracji równa IX stopniu w skali Mercallego), zawaliła się połowa zabudowy – m.in. nigdy nie odbudowany po trzęsieniu kościół.
Dotkliwe skutki wstrząsu odczuli także mieszkańcy miast Stepanawan i Kirowakan.

## Pokłosie
Pierwsze informacje dotyczące liczby ofiar mówiły o nawet 45 tysiącach zabitych. Oficjalne dane rządowe z lat 80. podawały liczbę ofiar równą 25 tysiącom osób, liczbę rannych sięgającą 15 tysięcy poszkodowanych, a liczbę pozbawionych dachu nad głową określając na 517 tysięcy osób. W trakcie całej akcji ratunkowej spod gruzów zawalonych konstrukcji wyciągnięto żywych 15 tysięcy ludzi – większość w ciągu pierwszych kilku godzin po katastrofie.
Łączne straty materialne oszacowano na 16,2 miliarda dolarów amerykańskich.
Wkrótce po trzęsieniu ówczesny sekretarz generalny KC KPZR Michaił Gorbaczow ogłosił 10 grudnia dniem żałoby narodowej po ofiarach trzęsienia ziemi, a niedługo później zorganizował wyjazd do obszaru klęski żywiołowej.
Trzęsienie ziemi w Armenii było najtragiczniejszym wstrząsem sejsmicznym od czasów trzęsienia ziemi w chińskim mieście Tangshan w 1976 roku.
W latach 1989–1991 gwiazdy brytyjskiego hard rocka zorganizowały przedsięwzięcie humanitarne Rock Aid Armenia, mające na celu zebranie środków na pomoc osobom dotkniętym katastrofą. W ramach projektu, zainicjowanego i koordynowanego przez dziennikarza Jona Dee, nagrano remake kilku znanych utworów, wydano album muzyczny i film dokumentalny. Głównym przedsięwzięciem projektu stało się ponowne nagranie przeboju zespołu Deep Purple „Smoke on the Water” przez grupę gwiazd rocka (m.in. Ian Gillan, Bruce Dickinson, Bryan Adams, Brian May, David Gilmour, Tony Iommi, Ritchie Blackmore, Alex Lifeson, Chris Squire, Keith Emerson, Roger Taylor). Dochód z przedsięwzięcia wyniósł ponad 100 tys. dolarów.

## Galeria

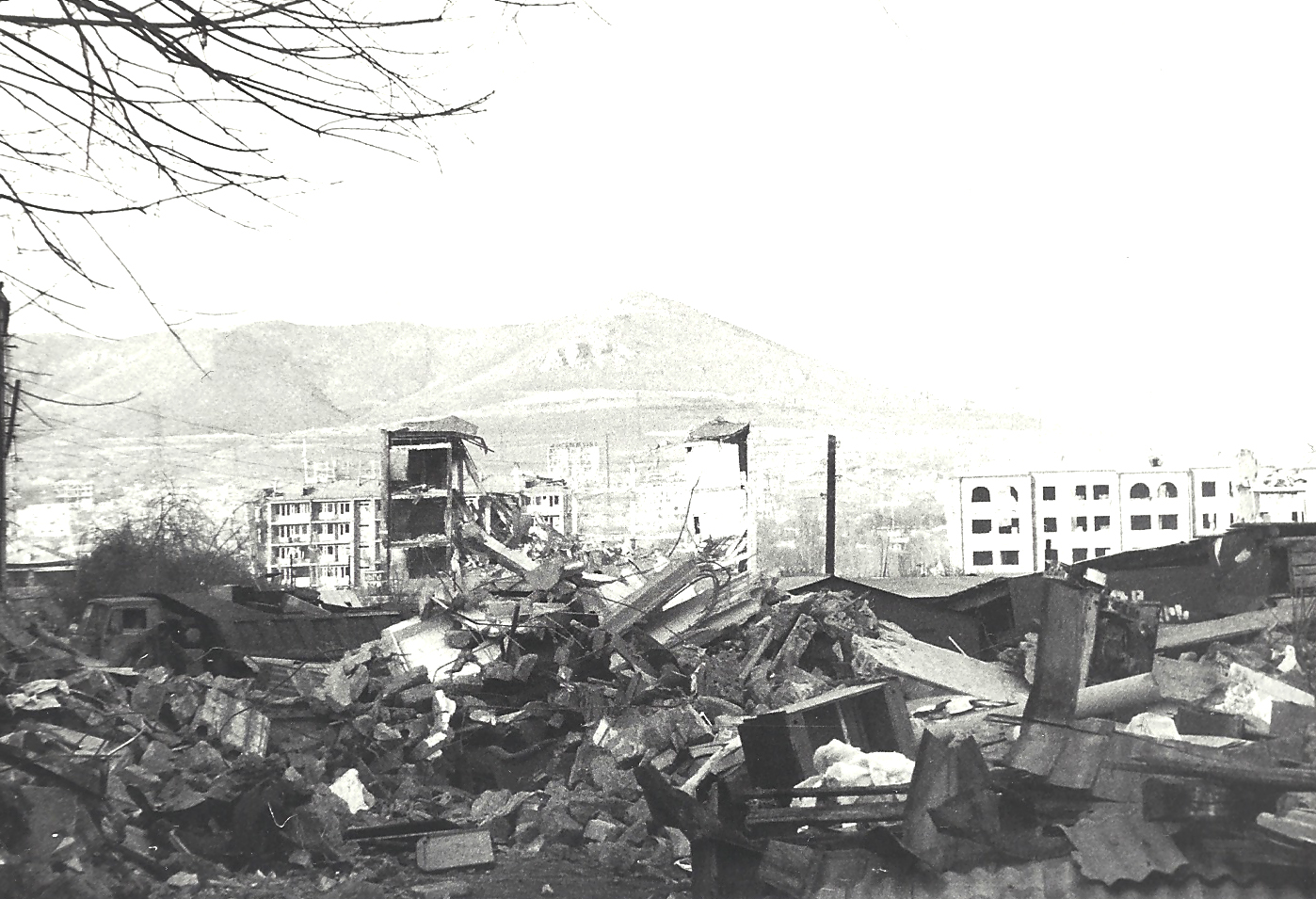
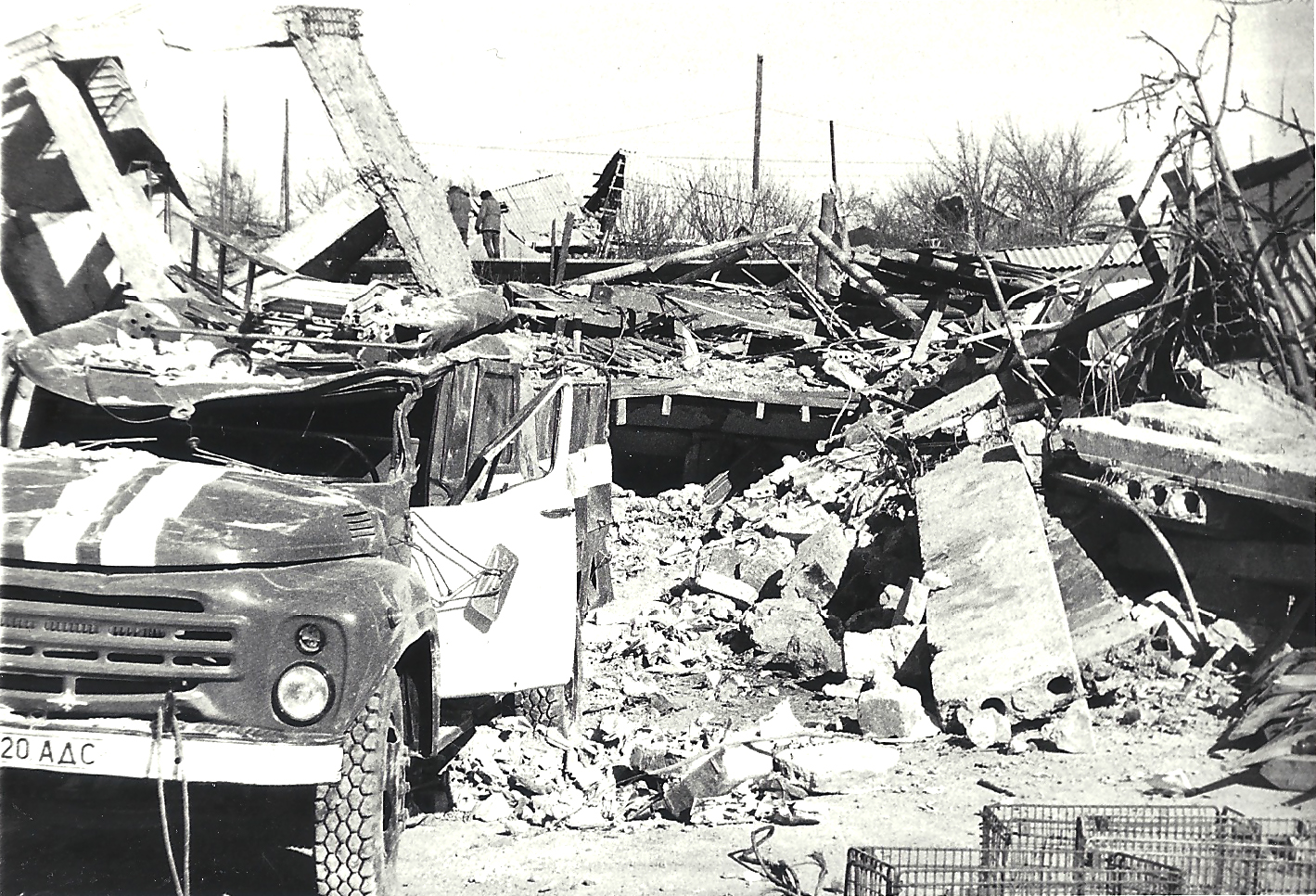
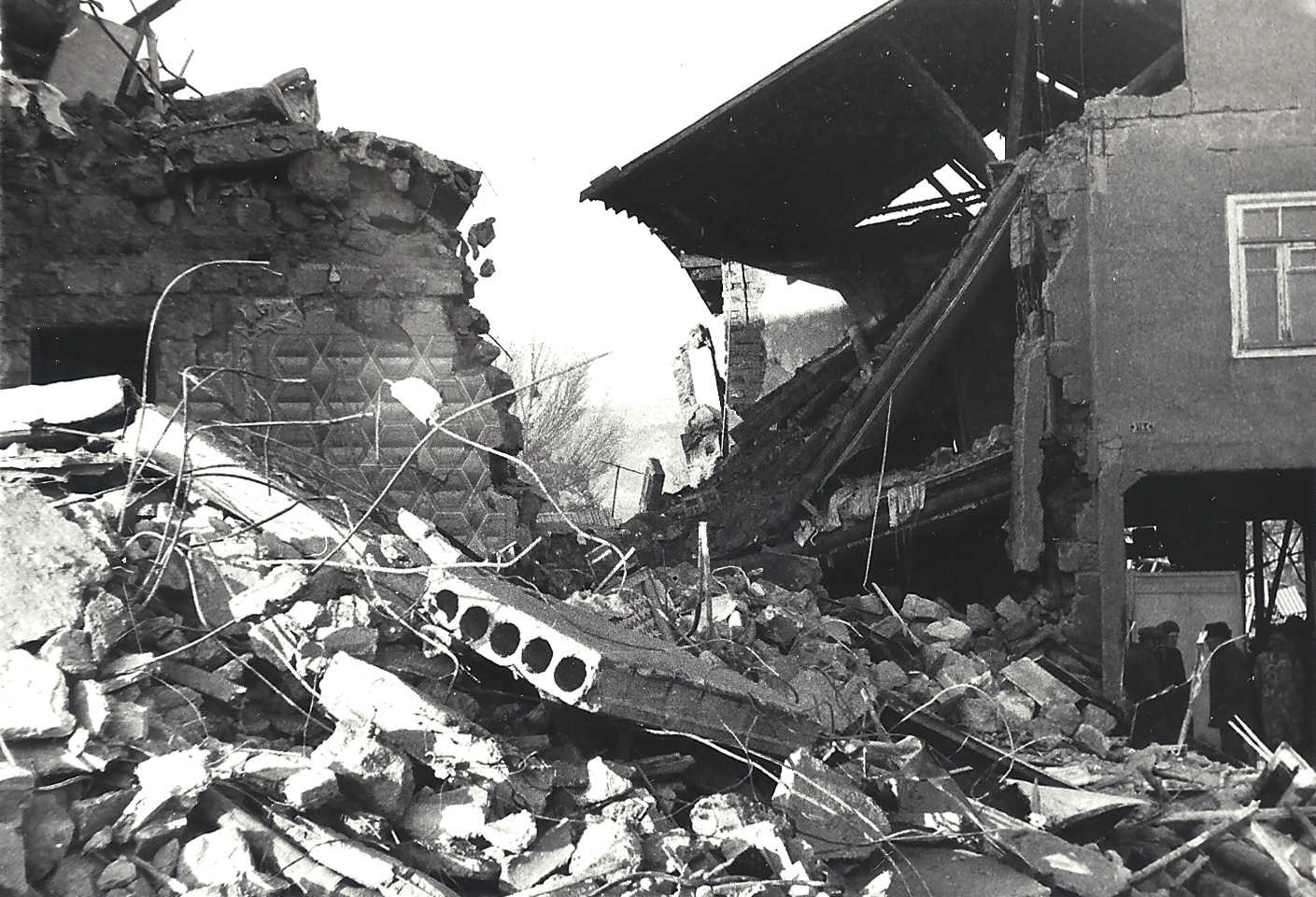
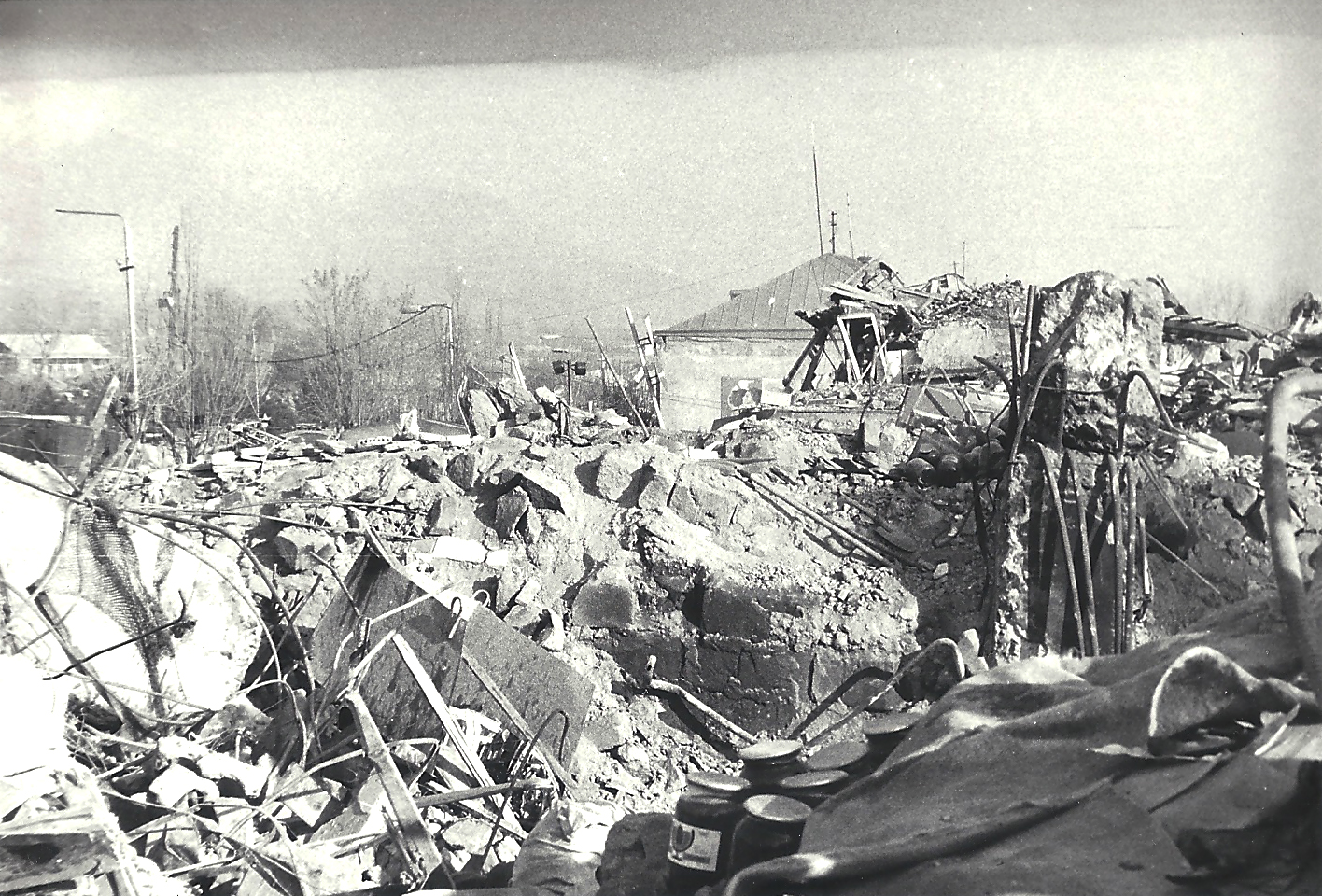
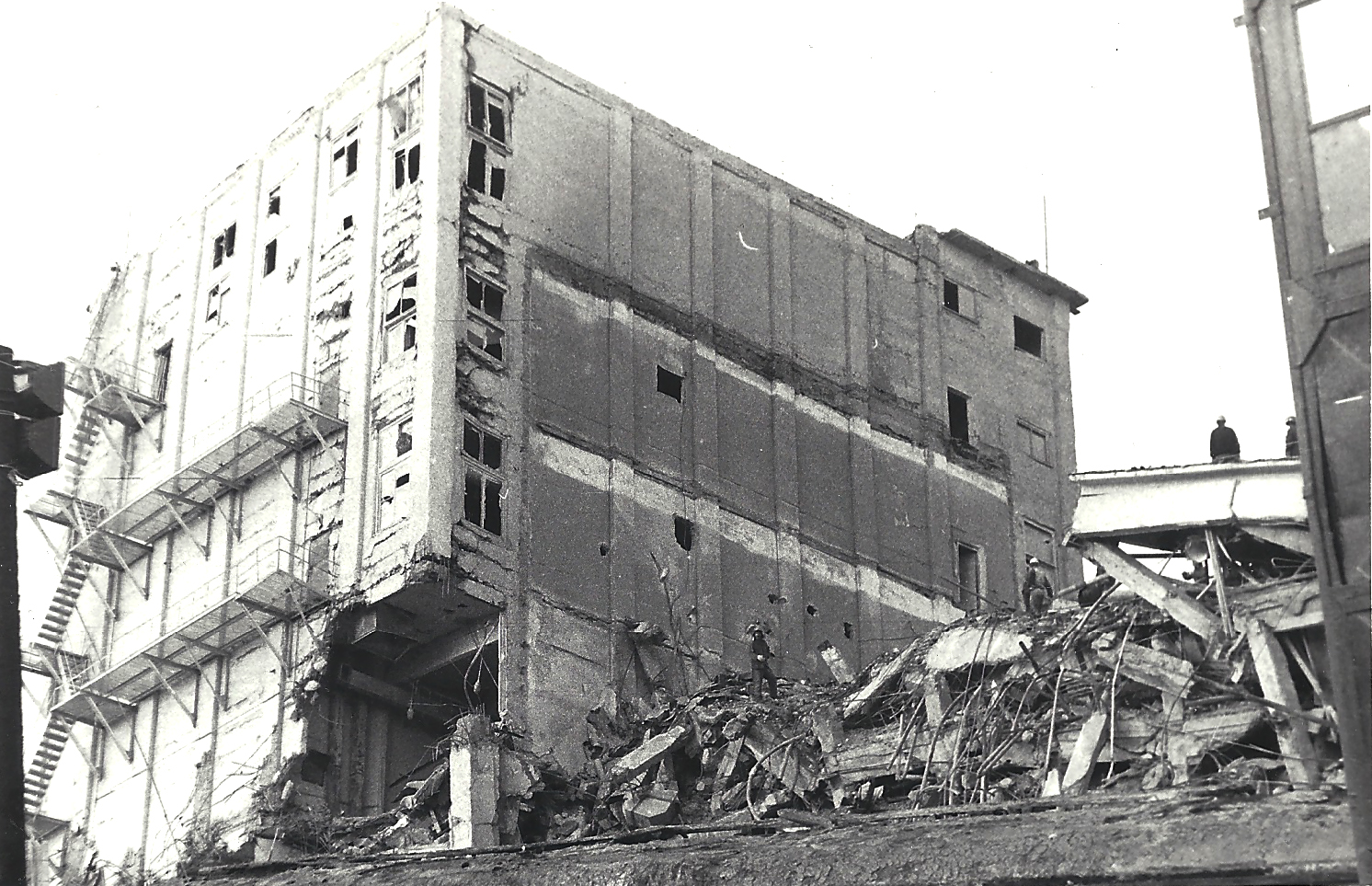
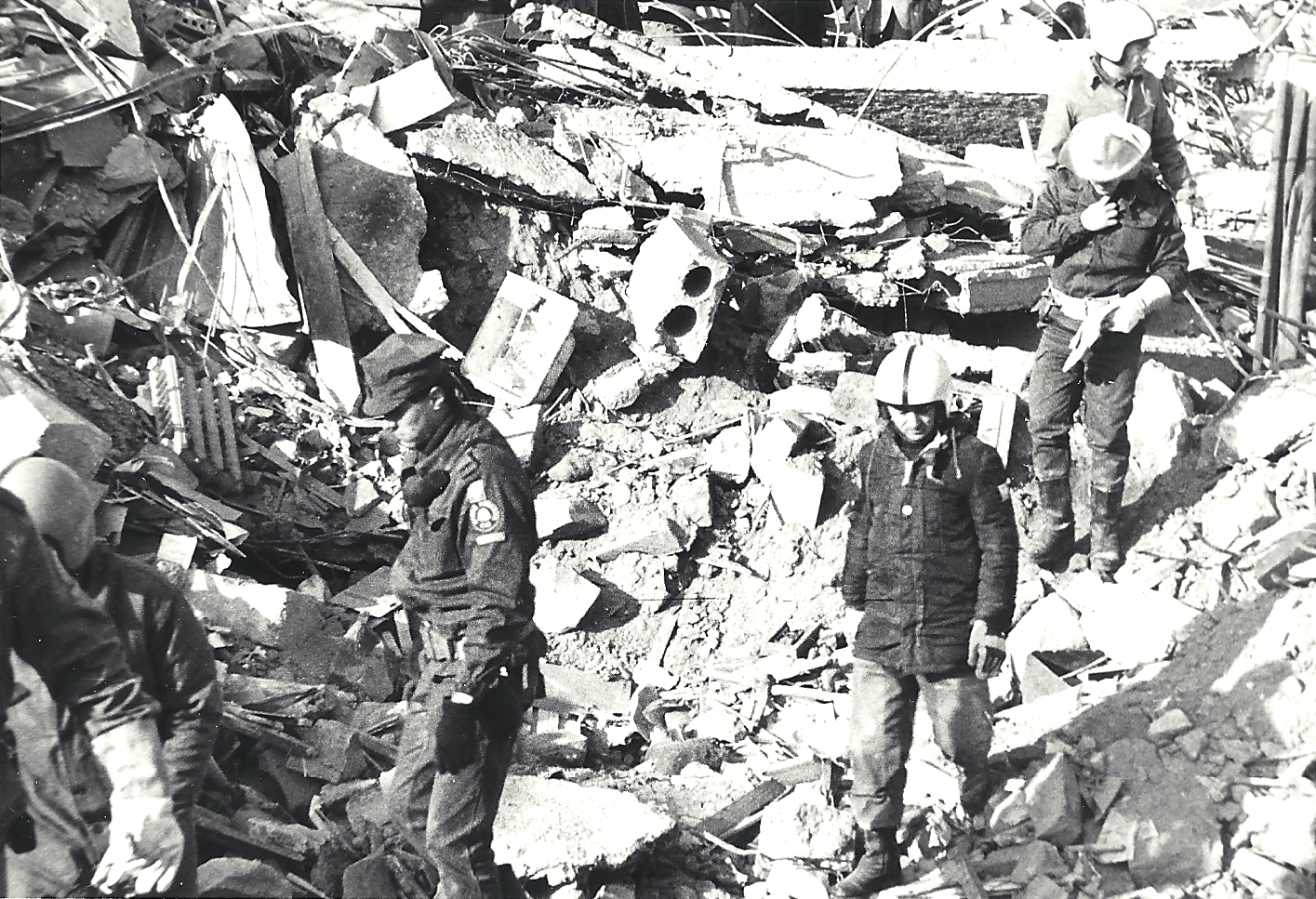
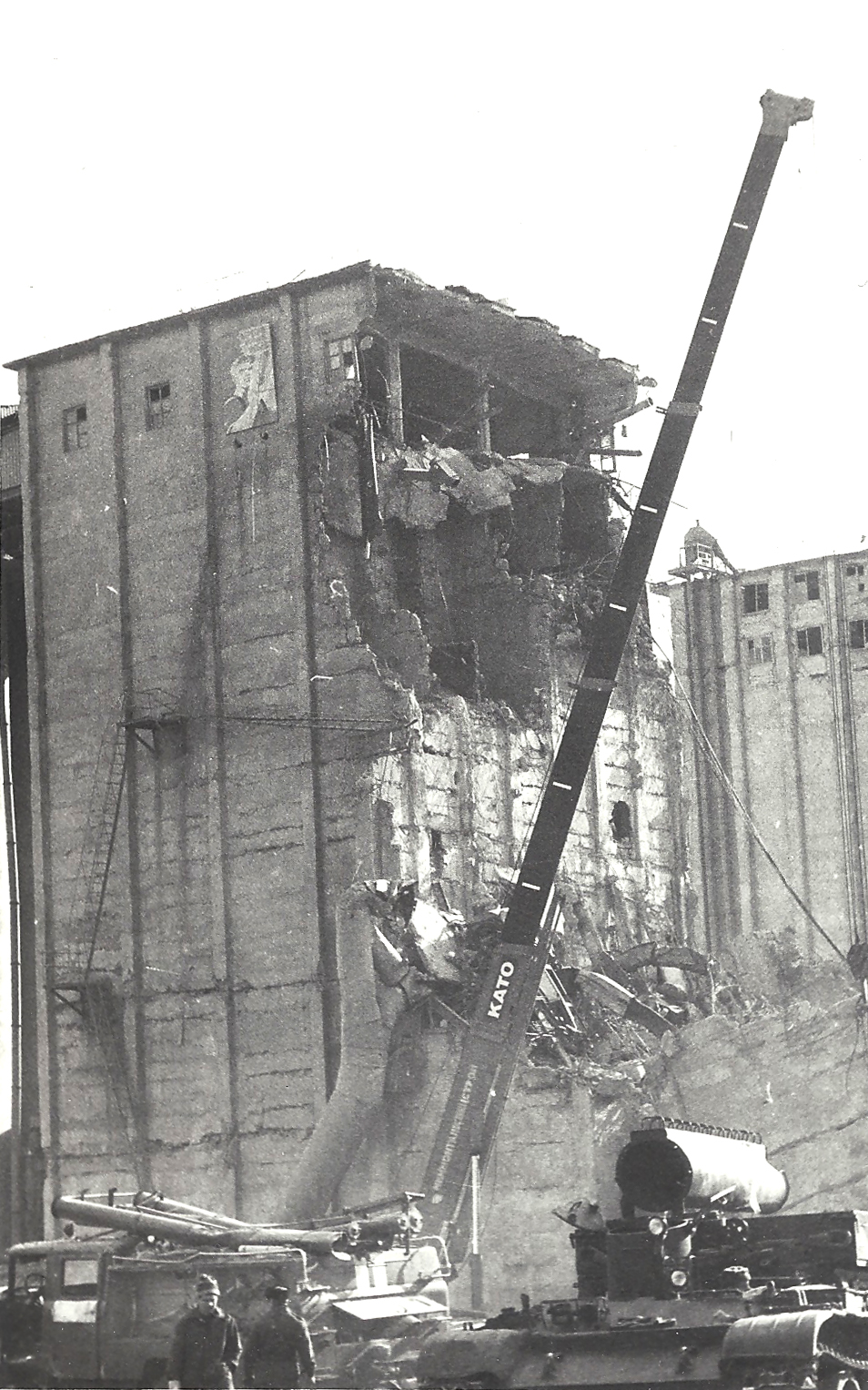
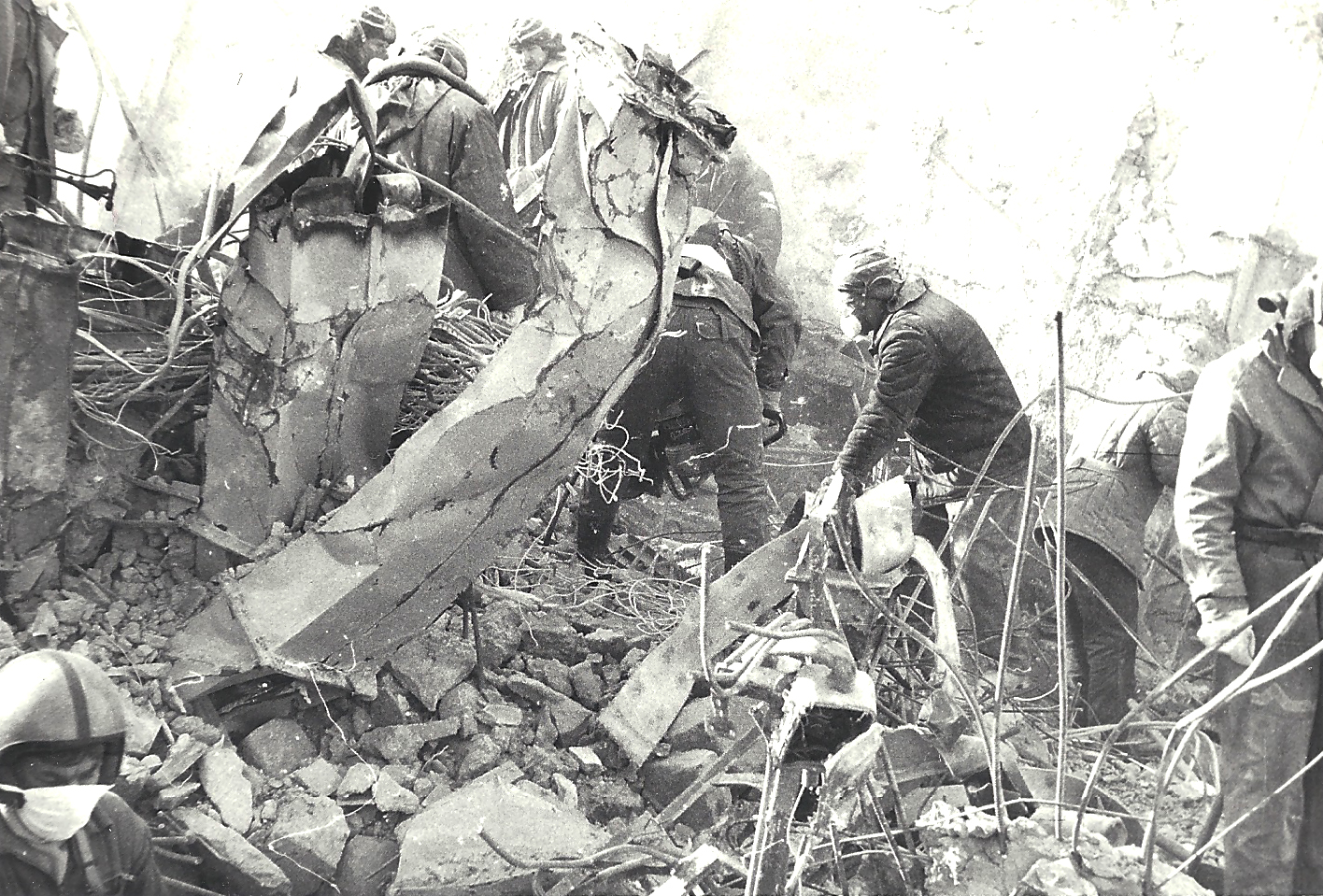